# Atmosferska hemija
Atmosferska hemija je grana atmosferskih nauka koja proučava hemiju Zemljine atmosfere i atmosfera drugih planeta. Ona predstavlja multidisciplinarni pristup istraživanju te se oslanja na druge nauke poput hemije okoline, fizike, meteorologije, računarskog modeliranja, okeanografije, geologije, vulkanologije i drugih disciplina. Istraživanja u oblasti atmosferske hemije sve više su povezana sa istraživanjima iz drugih područja poput klimatologije.
Sastav i hemija Zemljine atmosfere važna je iz nekoliko razloga, prvenstveno zbog međudelovanja između atmosfere i živih bića koja žive na Zemlji. Sastav Zemljine atmosfere se menja kao rezultat prirodnih procesa kao što su emisije gasova iz vulkana, munje i bombardovanje Sunčevih čestica iz korone. Osim toga, ona se menja i kao posledica ljudskih aktivnosti, a neke od tih promena su štetne za zdravlje čoveka, useva i brojnih ekosistema. Primeri problema koji su od interesa za atmosfersku hemiju su kisele kiše, oštećenje ozonskog omotača, fotohemijski smog, staklenički gasovi i globalno zatopljenje. Hemičari atmosfere traže odgovore na pitanja šta su uzroci tih problema, te nakon postavljanja teorija, pokušavaju da na]u moguća rešenja putem eksperimenata, te evaluiraju efekte promena u politici državnih vlada.

## Sastav Zemljine atmofere
| Prosečni sastav suve atmosfere (molske frakcije) | Prosečni sastav suve atmosfere (molske frakcije) |                                           |
| ------------------------------------------------ | ------------------------------------------------ | ----------------------------------------- |
| Gas                                              | po podacima agencije NASA                        |                                           |
| Azot, N2                                          | 78,084% \ t                                      |                                           |
| Kiseonik, O2                                     | 20,946% \ t                                      |                                           |
| Drugi sastojci (molski udeli u )                 |                                                  |                                           |
| Argon,                                           | 9340                                             |                                           |
| Ugljen-dioksid, 2                                | 400                                              |                                           |
| Neon,                                            | 18,18                                            |                                           |
| Helijum, He                                      | 5,24                                             |                                           |
| Metan, CH4                                         | 1,7                                              |                                           |
| Kripton,                                         | 1,14                                             |                                           |
| Vodonik, H2                                       | 0,55                                             |                                           |
| Azot suboksid,                                   | 0,5                                              |                                           |
| Ksenon,                                          | 0,09                                             |                                           |
| Azot-dioksid,                                    | 0,02                                             |                                           |
| Voda                                             |                                                  |                                           |
| Vodena para                                      | Veoma promenjiva; obično sačinjava oko 1%        | Veoma promenjiva; obično sačinjava oko 1% |

Napomene: koncentracija 2 i 4 varira prema sezoni i mestu merenja. Srednja molekulska masa vazduha je 28,97 g/mol. Ozon (O3) nije uključen u tabelu zbog velike varijabilnosti.

## Istorija
Stari Grci su vazduh smatrali jednim od četiri osnovna elementa od kojih je izgrađena sva priroda. Prve naučne studije sastava Zemljine atmosfere počele su u 18. veku, kada su hemičari poput Džozefa Pristlija, Henrija Kevendiša i Antoana Lavoazjea načinili prva merenja sastava atmosfere.
Krajem 19. i početkom 20. veka interes atmosferske hemije pomaknut je u pravcu izučavanja sastojaka atmosfere koji su u njoj sadržani samo u tragovima i u veoma malim koncentracijama. Jedno od važnijih otkrića za atmosfersku hemiju bilo je otkriće ozona, Kristijana Fridriha Šenbajna 1840. godine.
U 20. veku, nauka o atmosferi kretala se od proučavanja sastava vazduha do razmatranja kako su se koncentracije gasova u tragovima u atmosferi menjale tokom vremena, te hemijskih procese koji stvaraju i uništavaju hemijska jedinjenja u vazduhu. Dva posebno važna primera su teorije Sidnija Čapmana i Gordona Dobsona o tome kako nastaje ozonski omotač i kako se održava, kao i teorija fotohemijskog smoga koju je dao Ari Jan Hagen-Smit. Dalja proučavanja ozona koja su proveli Paul Krucen, Mario Molina i Frank Šervud Rouland nagrađena su Nobelovom nagradom za hemiju 1995. godine.

U 21. veku ponovno je došlo do promene interesa proučavanja hemičara atmosfere. Atmosferska hemija sve više se proučava kao deo celokupnog Zemljinog sistema. Umesto da se usmeravaju na izolovano proučavanje atmosferske hemije, hemičari sada sagledavaju ovu oblast kao deo jedinstvenog sistema zajedno sa ostatkom atmosfere, biosfere i geosfere. Posebno važan pokretač za ovo su veze između hemije i klime kao što su, na primer, efekti promene klime na povećanje ozonske rupe i obrnuto, kao i međudelovanje sastava atmosfere sa okeanima i kopnenim ekosistemima. 

## Metodologija
Zapažanja, laboratorijska merenja i modelovanje su tri osnovna elementa u atmosferskoj hemiji. Napredak u atmosferskoj hemiji često je vođen međudelovanjima između ovih komponenti i one čine jedinstvenu celinu. Na primer, posmatranja mogu da daju indikaciju o postojanju hemijskih jedinjenja pre nego što se ranije smatralo mogućim. To može da posluži kao stimulacija za nova modeliranja i laboratorijske studije koje povećavaju naučno razumevanje do stupnja pri kome se posmatranja mogu naučno objasniti.

### Posmatranje
Posmatranja u atmosferskoj hemiji vrlo su važna za razumevanje Zemljine atmosfere. Rutinska posmatranja hemijskog sastava atmosfere govore o promeni njenog sastava tokom vremena. Jedan od primera je Kilingova kriva, serija merenja od 1958. koja još traju a pokazuju stalni porast koncentracije ugljen-dioksida u Zemljinoj atmosferi. Zapažanja atmosferske hemije načinjena su u opservatorijama poput one na havajskoj Mauna Loa te na pokretnim platformama poput aviona (npr. britansko postrojenje za atmosferska merenja), brodova i balona. Merenja atmosferskog sastava sve više vrše veštački sateliti sa važnim instrumentima poput GOME i MOPITT koji daju globalnu sliku hemije atmosfere i zagađenja vazduha. Merenja načinjena na površini Zemlje imaju prednost u tome što ona pružaju dugoročne zapise u visokoj vremenskoj rezoluciji, ali su ograničena u vertikalnom i horizontalnom prostoru iz kojeg dobijaju zapažanja. Neki instrumenti na površini npr. LIDAR mogu obezbediti profile koncentracije hemijskih jedinjenja i aerosola, ali su još uvek ograničeni u horizontalnom području koje mogu pokrivati. Mnoga atmosferska merenja dostupna su i u online bazama podataka.

### Laboratorijske studije
Merenja u laboratoriji bitna su za razumevanje izvora i uzroka zagađivača i jedinjenja koji se prirodno javljaju u atmosferi. Ovi eksperimenti izvode se u kontrolisanim uslovima koji omogućavaju individualnu evaluaciju specifičnih hemijskih reakcija ili procenu osobina određenog sastojka atmosfere. Vrste analiza koje su od interesa uključuju one o reakcijama gasne faze kao i heterogene reakcije koje su relevantne za nastanak i rast aerosola. Osim toga, od velikog značaja je proučavanje atmosferske fotohemije koja kvantifikuje brzinu razdvajanja molekula delovanjem Sunčeve svetlosti i proizvode koji tim procesom nastaju. Mogu se dobiti termodinamički podaci poput koeficijenata Henrijevog zakona.

### Modelovanje
Da bi se formulisalo i testiralo teorijsko razumevanje atmosferske hemije, koriste se kompjuterski modeli (kao što su hemijski transportni model. Numerički modeli rešavaju diferencijalne jednačine koje opisuju koncentracije hemikalija u atmosferi. Oni mogu biti vrlo jednostavni ili vrlo komplikovani. Jedan od uobičajenih kompromisa u numeričkim modelima je između broja modelovanih hemijskih jedinjenja i hemijskih reakcija u odnosu na predstavljanje transporta i mešanja u atmosferi. Na primer, model kutije može uključivati stotine ili čak hiljade hemijskih reakcija, ali će imati samo grubu reprezentaciju mešanja u atmosferi. Nasuprot tome, 3D modeli predstavljaju mnoge fizičke procese atmosfere, ali će zbog ograničenja računarsnih resursa biti mnogo manje hemijskih reakcija i jedinjenja. Modeli se mogu koristiti za tumačenje zapažanja, testiranje razumevanja hemijskih reakcija i predviđanje budućih koncentracija hemijskih jedinjenja u atmosferi. Jedan važan trenutni trend je da moduli atmosferske hemije postanu deo modela zemaljskih sistema u kojima se mogu proučavati veze između klime, atmosferskog sastava i biosfere.
Neki modeli su konstruirani pomoću automatskih generatora koda (e.g. Autochem ili KPP). U ovom pristupu odabran je set konstituenata, a automatski generator koda odabira reakcije iz seta reakcionih baya podataka u kojima ti konstituenti učestvuju. Nakon što su odabrane reakcije, obične diferencijalne jednadžbe (ODE) koje opisuju njihovu vremensku evoluciju mogu se automatski konstruirati.

## Literatura
- Jacob, Daniel (1999). Introduction to Atmospheric Chemistry (1st изд.). Princeton University Press. стр. 75—85. ISBN 978-0-691-00185-2. Архивирано из оригинала 10. 10. 2019. г. Приступљено 23. 04. 2019.
- Brasseur, Guy P.; Orlando, John J.; Tyndall, Geoffrey S (1999). Atmospheric Chemistry and Global Change. Oxford University Press. ISBN 978-0-19-510521-6..
- Finlayson-Pitts, Barbara J.; Pitts, James N., Jr (2000). Chemistry of the Upper and Lower Atmosphere. Academic Press. ISBN 978-0-12-257060-5..
- Seinfeld, John H.; Pandis, Spyros N. Atmospheric Chemistry and Physics: From Air Pollution to Climate Change (2nd изд.). 2006. ISBN 978-0-471-82857-0. . John Wiley and Sons, Inc. .
- Warneck, Peter (2000). Chemistry of the Natural Atmosphere. Academic Press. ISBN 978-0-12-735632-7. (2nd Ed.). .
- Wayne, Richard P (2000). Chemistry of Atmospheres. Oxford University Press. ISBN 978-0-19-850375-0. (3rd Ed.). .
- J. V. Iribarne, H. R. Cho, Atmospheric Physics, D. Reidel Publishing Company, 1980